# Final Cut (Filmfestival)
Final Cut. Marburger Kinder- & Jugendfilmfestival ist ein seit 2006 vom Cineplex Marburg sowie den Fachdiensten Kultur und Jugendförderung der Universitätsstadt Marburg veranstaltetes jährliches Kinder- und Jugendfilmfestival. Es findet immer einwöchig im Herbst jeden Jahres statt. 2010 wurde das Cineplex Marburg von Kulturstaatsminister Bernd Neumann für das beste Kinder- und Jugendfilmprogramm 2009 ausgezeichnet. Das Filmfestival war für die Preisanerkennung entscheidend. Seit dem Jahr 2014 ist das Cineplex Marburg damit auch einer von acht Standorten in Deutschland, die eine Jugendfilmjury der Deutschen Film- und Medienbewertung (FBW) betreuen.
Bereits im zweiten Jahr des Festivals (2007) erweiterten die Veranstalter das Angebot wegen der positiven Resonanz. Neben der Kategorie „Kinderfilm“ (6–13 Jahre) wurde eine Kategorie „Jugendfilm“ (14–20 Jahre) geschaffen.
Gezeigt werden in den beiden Wettbewerben jeweils 5–6 herausragende internationale Kinder- und Jugendfilme, die von einer Kinder- und einer Jugendjury bewertet werden. Die Jurys arbeiten selbstständig und ohne Beeinflussung von Erwachsenen. Es geht den Festivalmachern darum, dass die Wahl der jeweiligen Preisträger wirklich die Meinungen der Kinder und Jugendliche repräsentieren. Lediglich die medienpädagogische Moderation findet über Erwachsene statt.
Die Wettbewerbsbeiträge werden in der Festivalwoche (Montag bis Sonntag) der Öffentlichkeit vorgestellt. In zahlreichen Vormittagsvorstellungen können auch Schulklassen die Vorstellungen besuchen. Den Abschluss bildet sonntags die Preisverleihung mit der Verlesung der Jury-Begründungen.

## Die Preisträger
2006
- Festival-Wochenende: 27.–29. Oktober 2006
- Bester Kinderfilm: Zaina – Königin der Pferde[4], Frankreich 2006, 100 Min., FSK 6.

2007
- Festival-Wochenende: 19.–21. Oktober 2007
- Bester Kinderfilm: Hoppet – Hoffnung, Schweden 2007, 88 Min., FSK 6.
- Bester Jugendfilm: Leroy, Deutschland 2007, 89 Min., FSK 12

2008
- Festival-Wochenende: 17.–19. Oktober 2008
- Bester Kinderfilm: Der Brief für den König, Niederlande/Deutschland 2008, 110 Min., FSK 6.
- Bester Jugendfilm: Beautiful Bitch, Deutschland 2007, 103 Min., FSK 12.

2009
- Festival-Wochenende: 23.–25. Oktober 2009
- Bester Kinderfilm: Das große Rennen – Ein abgefahrenes Abenteuer, Irland/Deutschland 2009, 84 Min., FSK 6.
- Bester Jugendfilm: Nick und Norah – Soundtrack einer Nacht, USA 2008, 89 Min., FSK 6.

2010
- Festival-Woche: 5.–9. Oktober 2010
- Bester Kinderfilm: Timetrip – Der Fluch der Wikinger-Hexe, Dänemark 2009, 90 Min., FSK 6.
- Bester Jugendfilm: Cherrybomb, Großbritannien 2009, 89 Min., FSK 12.

2011
- Festival-Woche: 4.–8. Oktober 2011[5]
- Bester Kinderfilm: Liverpool Goalie, Norwegen 2010, 88 Min., FSK 6.
- Bester Jugendfilm: Westwind, Deutschland 2011, 90 Min., FSK 6.

2012
- Festival-Woche: 9.–14. Oktober 2012
- Bester Kinderfilm: Patatje Oorlog, Niederlande/Belgien 2011, 87 Min.
- Bester Jugendfilm: Am Ende eines viel zu kurzen Tages, Irland/Deutschland 2012, 96 Min., FSK 12.

2013
- Festival-Woche: 8.–13. Oktober 2013
- Bester Kinderfilm: Sputnik, Deutschland 2013, 84 Min., FSK 0.[6]
- Bester Jugendfilm: Scherbenpark, Deutschland 2012, 94 Min., FSK 12.

2014
- Festival-Woche: 6.–12. Oktober 2014
- Bester Kinderfilm: Finn, Niederlande/Belgien 2013, 90 Min., FSK 0.
- Bester Jugendfilm: For No Eyes Only, Deutschland 2013, Regie: Tali Barde, 97 Min., FSK 12.

2015
- Festival-Woche: 5.–11. Oktober 2015[7]
- Bester Kinderfilm: Das große Geheimnis, Niederlande/Belgien 2014, 94 Min.
- Bester Jugendfilm: Mustang, Türkei/Frankreich/Deutschland 2014, 97 Min.

2016
- Festival-Woche: 4.–9. Oktober 2016
- Bester Kinderfilm: Ab ans Meer!, Tschechien 2014, Regie: Jiří Mádl, 91 Min., FSK 6.[8]
- Bester Jugendfilm: Die Mitte der Welt[9], Deutschland 2016, Regie: Jakob M. Erwa, 115 Min., FSK 12.

2017
- Festival-Woche: 25. September – 1. Oktober 2017[10]
- Bester Kinderfilm: Storm und der verbotene Brief, Niederlande 2017, Regie: Dennis Bots, 105 Min., FSK 6.
- Bester Jugendfilm: Heartstone – Herzstein, Island/Dänemark 2016, Regie:Guðmundur Arnar Guðmundsson, 124 Min., FSK 12.

2025
- Bester Kinderfilm: Das geheime Stockwerk von Norbert Lechner[11]
- Bester Jugendfilm: Paternal Leave von Alissa Jung